# 横山和生
横山 和生（よこやま かずお、1993年3月23日 - ）は、日本中央競馬会（JRA）の騎手。美浦トレーニングセンター所属で現在はフリー。

## 人物
JRA関連の肉親が多く、父はJRA騎手の横山典弘、弟はJRA騎手の横山武史、伯父はJRA競馬学校教官の横山賀一、義理の叔父はJRA調教師菊沢隆徳、祖父は元JRA騎手の横山富雄、伯祖父は元JRA調教師奥平真治である。
幼いころから父の典弘を見て競馬騎手を目指し、中学卒業後に競馬学校に入学。2011年3月競馬学校騎手課程第27期生として美浦・勢司和浩厩舎より騎手デビューを果たす。同期には嶋田純次、森一馬、杉原誠人、藤懸貴志らがいる。目指す騎手は武豊。「一鞍一鞍を大切にし、最後まであきらめない騎手になりたい」を目標とし、新人賞を狙うと言う抱負も述べている。
親子3代騎手デビューは国営競馬時代に武平三、武永祥、武英智一家の例があるが、1954年日本中央競馬会発足後では初の事象となった。

## 経歴
初騎乗は2011年3月5日中山1レースでディアアルジャンに騎乗して15着、同日父である典弘との初対決も直後の第2競走でさっそく実現し、このときは和生がゴールデンファストに騎乗して6着、父の典弘はパヤドールに騎乗して3着となり、初の親子対決は典弘が先着した。初勝利は同年4月30日新潟7レースのローレルカンタータで達成している。
2013年10月10日に行われたエーデルワイス賞をフクノドリームに騎乗して重賞初勝利を達成した。
2014年には国際見習騎手招待競走アジアヤングガンズチャレンジにホッカイドウ競馬所属の阿部龍と共に日本代表騎手として選出され自身初の海外遠征を行う（結果は12人中11位タイ）。なお2020年にはUAEダービーに出走するデルマオニキスに騎乗するため2度目の海外遠征が予定されていたが、新型コロナウイルスによる開催中止に伴い遠征は取りやめとなった。
2017年3月より弟武史も騎手免許を取得。同年8月6日札幌4レースで横山典弘 (10着）・和生（14着）・武史（11着）の親子3人が初めて同一レースに騎乗、また9月8日中山9レースでは木幡初広・初也親子に次ぐ2例目となるJRA所属の親子騎手ワンツーを決めた。なお、親子騎手ワンツーは鮫島克也（佐賀）・良太（JRA）親子が5例記録している。4月23日福島競馬第3Rをリョウランヒーローで勝利して2368戦目でJRA通算100勝を達成した。
2018年8月12日に行われたエルムSをハイランドピークに騎乗してJRA重賞初勝利を達成した。
2020年5月10日に行われた新潟大賞典をトーセンスーリヤに騎乗して勝利。
2021年7月18日に行われた函館記念をトーセンスーリヤに騎乗して勝利。6月13日札幌競馬第7Rをコーリングローリーで勝利して3950戦目でJRA通算200勝を達成した。この年はキャリアハイとなる79勝をあげ、リーディング10位となった。
2022年5月1日に行われた天皇賞（春）をタイトルホルダーに騎乗して勝利。騎手生活11年目で初めてのG1制覇となり、同レースを1971年に制覇した祖父・富雄、1996年、2004年、2015年に制覇した父・典弘に続き、天皇賞（春）の親子3代制覇を達成した。6月26日に行われた宝塚記念もタイトルホルダーに騎乗して勝利。同レースを1971年に制覇した祖父・富雄、1991年、2014年に制覇した父・典弘に続き、宝塚記念の親子3代制覇を達成した。同年9月19日、中山7Rでパワーブローキングに騎乗して1着となり、現役52人目となるJRA通算300勝を4758戦目で達成した。12月29日に行われた東京大賞典をウシュバテソーロに騎乗して勝利。地方GI初勝利を達成した。その他重賞では、小倉大賞典、日経賞、アンタレスS、サウジアラビアロイヤルCを勝利。この年は73勝をあげ、リーディング12位となった他、第2回小倉リーディングと第1回札幌リーディングを獲得した。
2023年2月1日に行われた川崎記念をウシュバテソーロに騎乗して勝利。8月にイギリスのアスコット競馬場で行われたシャーガーカップ・ダッシュをローグライトニングに騎乗して勝利。日本人では武豊以来史上2人目の勝利となった。その他重賞では阪急杯、日経賞、京王杯スプリングC、エプソムC、チャレンジCを勝利。この年は47勝をあげ、リーディング21位となった。
2024年3月31日に行われた大阪杯をベラジオオペラに騎乗して勝利。同年9月28日、中山6Rをハッピービバークで勝利し、5813戦目で現役42人目となるJRA通算400勝を達成した。その他重賞では、葵S、エルムS、白山大賞典を勝利。この年は56勝をあげ、リーディング16位となった。
2025年4月6日に行われた大阪杯をベラジオオペラに騎乗して勝利。史上初の連覇達成となった。

## 騎手成績
- JRA公式[1]およびnetkeiba[17]より
- 2025年4月6日現在

|            | 日付           | 競馬場・開催     | 競走名           | 馬名               | 頭数 | 人気 | 着順 |
| ---------- | -------------- | ---------------- | ---------------- | ------------------ | ---- | ---- | ---- |
| 初騎乗     | 2011年3月5日   | 2回中山3日1R     | 3歳未勝利        | ディアアルジャン   | 16頭 | 10   | 15着 |
| 初勝利     | 2011年4月30日  | 1回新潟3日7R     | 4歳上500万下     | ローレルカンタータ | 15頭 | 3    | 1着  |
| 重賞初騎乗 | 2012年8月19日  | 2回札幌2日11R    | 札幌記念         | ネヴァブション     | 14頭 | 14   | 12着 |
| 重賞初勝利 | 2013年10月10日 | 13回門別3日目11R | エーデルワイス賞 | フクノドリーム     | 16頭 | 1    | 1着  |
| GI初騎乗   | 2014年4月13日  | 2回阪神6日11R    | 桜花賞           | フクノドリーム     | 18頭 | 18   | 15着 |
| GI初勝利   | 2022年5月1日   | 2回阪神12日11R   | 天皇賞（春）     | タイトルホルダー   | 18頭 | 2    | 1着  |
| 初海外騎乗 | 2022年10月12日 | パリロンシャン4R | 凱旋門賞         | タイトルホルダー   | 20頭 | 1    | 11着 |

| 年度   | 順位  | 1着 | 2着 | 3着 | 騎乗数 | 勝率 | 連対率 | 複勝率 | 表彰                   |
| ------ | ----- | --- | --- | --- | ------ | ---- | ------ | ------ | ---------------------- |
| 2011年 | 104位 | 4   | 6   | 6   | 194    | .021 | .052   | .082   |                        |
| 2012年 | 74位  | 12  | 9   | 13  | 311    | .039 | .068   | .109   |                        |
| 2013年 | 34位  | 39  | 25  | 38  | 610    | .064 | .105   | .167   |                        |
| 2014年 | 65位  | 12  | 20  | 22  | 480    | .025 | .067   | .113   |                        |
| 2015年 | 66位  | 14  | 5   | 20  | 264    | .053 | .072   | .148   |                        |
| 2016年 | 65位  | 15  | 18  | 20  | 386    | .039 | .085   | .137   |                        |
| 2017年 | 78位  | 10  | 11  | 9   | 338    | .030 | .062   | .089   |                        |
| 2018年 | 77位  | 9   | 16  | 8   | 255    | .035 | .098   | .129   |                        |
| 2019年 | 60位  | 17  | 12  | 16  | 322    | .053 | .090   | .140   |                        |
| 2020年 | 38位  | 30  | 37  | 41  | 530    | .057 | .126   | .204   | フェアプレー賞（関東） |
| 2021年 | 10位  | 79  | 48  | 54  | 611    | .129 | .208   | .296   |                        |
| 2022年 | 12位  | 73  | 61  | 53  | 567    | .129 | .236   | .330   |                        |
| 2023年 | 21位  | 47  | 49  | 43  | 489    | .096 | .196   | .284   |                        |
| 2024年 | 16位  | 56  | 56  | 54  | 622    | .090 | .180   | .267   |                        |
| 2025年 | 9位   | 26  | 15  | 17  | 179    | .145 | .229   | .324   |                        |
| 中央   |       | 443 | 388 | 414 | 6158   | .072 | .135   | .202   |                        |
| 地方   |       | 5   | 4   | 3   | 31     | .161 | .290   | .387   |                        |

## 主な騎乗馬
太字はGI・JpnI競走を示す

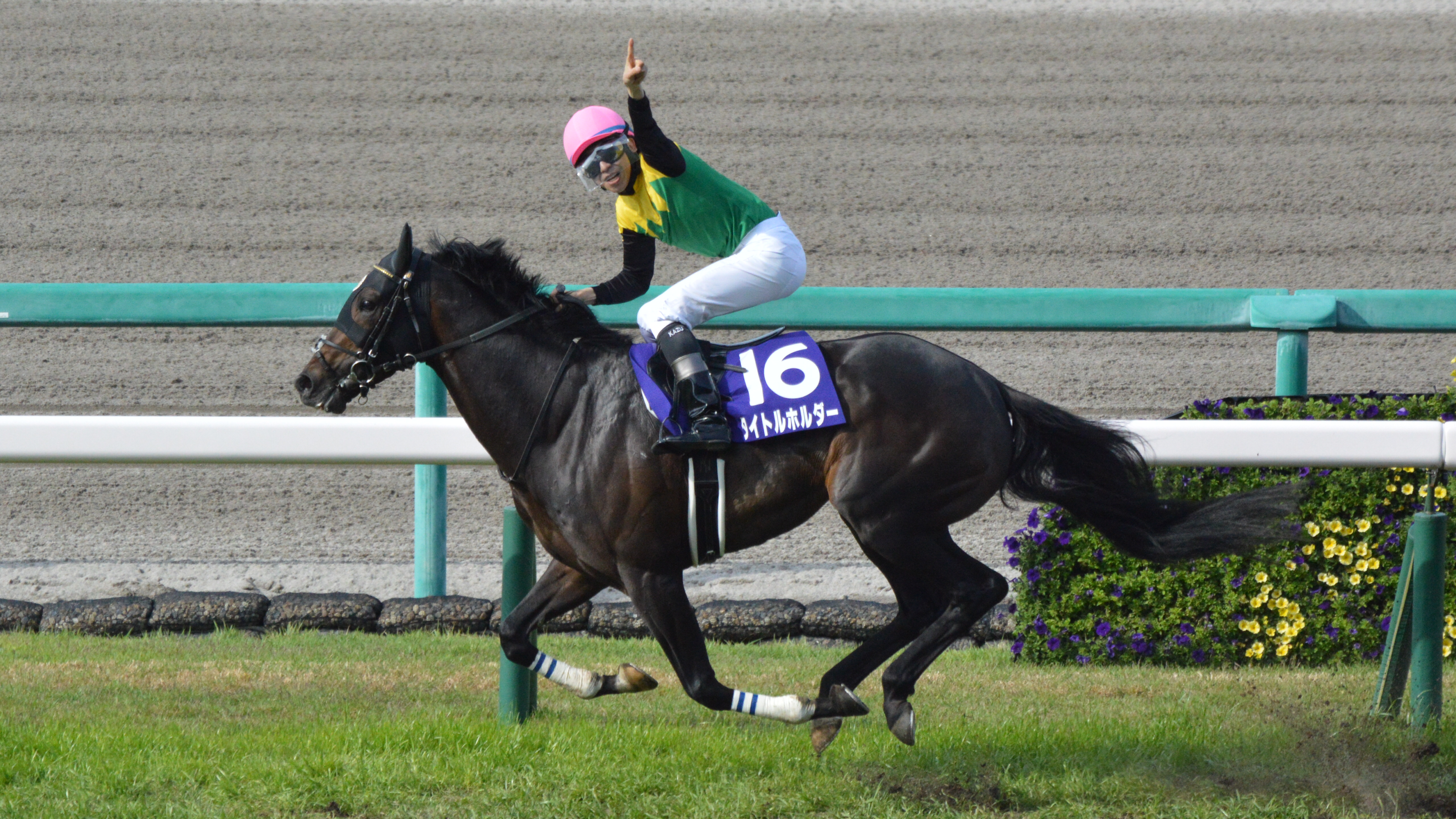
タイトルホルダーに騎乗する横山
（2022年天皇賞（春））

- フクノドリーム（2013年エーデルワイス賞）
- ハイランドピーク（2018年エルムS）
- トーセンスーリヤ（2020年新潟大賞典、2021年函館記念）
- アリーヴォ（2022年小倉大賞典）
- タイトルホルダー（2022年・2023年日経賞、2022年天皇賞（春） 、  宝塚記念）
- オメガパフューム（2022年アンタレスS）
- ドルチェモア（2022年サウジアラビアロイヤルC）[19]
- ウシュバテソーロ（2022年東京大賞典、2023年川崎記念）[20]
- アグリ（2023年阪急杯）[21]
- レッドモンレーヴ（2023年京王杯スプリングC）[22]
- ジャスティンカフェ（2023年エプソムC）[23]
- ベラジオオペラ（2023年チャレンジC、2024年・2025年大阪杯）[24]
- ピューロマジック（2024年葵S）
- ペイシャエス（2024年エルムS）[25]
- ディクテオン（2024年白山大賞典）
- ロードフォンス（2025年かきつばた記念）